# 小泉奈美
小泉 奈美（こいずみ なみ、1992年11月24日 - ）は、日本のヴァイオリニスト。神奈川県出身。

## 来歴
4歳よりヴァイオリンを始める。桐朋学園大学音楽学部附属「子供のための音楽教室」仙川教室にて音楽教育を受ける。桐朋女子高等学校音楽科、桐朋学園大学音楽学部卒業。第23回日本クラシック音楽コンクールにて全国大会入賞。
2014年2月、テレビ朝日「なんでも！クラシック2014」“英雄の生涯オーケストラ”メンバーとして出演。ライブ録音がナクソス・ジャパンよりCD化。同年7月より「高嶋ちさ子 12人のヴァイオリ二スト」メンバーに入団。
日本テレビ「今夜くらべてみました」、テレビ朝日「関ジャニ∞のTheモーツァルト 音楽王No.1決定戦」にてバイオリン王決定戦に出演。2018年6月～放送のCM、大塚製薬「賢者の食卓」に出演。TBS系列『櫻井・有吉 THE夜会』に出演。
これまでに鈴木亜久里、海野義雄、藤原浜雄の各氏に師事。
2020年5月よりYouTubeを開設。